# Sergenterie de Moyon
La sergenterie de Moyon est une ancienne circonscription administrative de la Manche. Elle faisait partie au début de l'élection de Coutances, qui faisait elle-même partie de la généralité de Caen. 
Elle comportait 26 paroisses à ses débuts mais en 1691 21 d'entre elles furent rattachées à l'élection de Saint-Lô (les cinq paroisses qui sont restés dans l'élection de Coutances figurent en gras) :
1. Beaucoudray.
2. Le Chefresne.
3. Chevry.
4. La Colombe.
5. Dangy.
6. Fervaches.
7. Le Guislain.
8. Hambye.
9. La Haye-Bellefond.
10. Lorbehaye, ancienne paroisse puis commune, aujourd'hui rattachée à Montaigu-les-Bois.
11. Maupertuis.
12. Le Mesnil-Herman.
13. Le Mesnil-Opac.
14. Le Mesnil-Raoult.
15. Montabot.
16. Moyon.
17. Percy.
18. Pont-Brocard, ancienne paroisse puis commune, aujourd'hui rattachée à Dangy; les deux paroisses étaient déjà associées au XVIIe siècle.
19. Roncey.
20. Saint-Martin-de-Bonfossé.
21. Saint-Romphaire.
22. Saint-Sauveur-de-Bonfossé, ancienne paroisse puis commune, aujourd'hui rattachée à Saint-Martin-de-Bonfossé.
23. Soulles.
24. Tessy-sur-Vire.
25. Troisgots.
26. Villebaudon.